# Emmanuel Boateng
Emmanuel Okyere Boateng (ur. 26 maja 1996 w Akrze) – ghański piłkarz występujący na pozycji pomocnika w Levante UD.